# Conus dispar
Conus dispar är en snäckart som beskrevs av Sowerby 1833. Conus dispar ingår i släktet Conus och familjen kägelsnäckor. Inga underarter finns listade i Catalogue of Life.